# 橫帶帶天竺鯛
橫帶帶天竺鯛，又稱橫帶长鳍天竺鲷，为輻鰭魚綱鈎頭魚目天竺鲷科的其中一種。

## 分布
本魚分布中西太平洋區，包括臺灣、菲律賓、印尼、巴布亞紐幾內亞、澳洲、斐濟、帛琉、索羅門群島等海域。

## 深度
水深0至6公尺。

## 特徵
本魚體呈圓形側扁，眼大、口大且斜裂，前鰓蓋骨邊緣呈鋸齒狀。體呈白色略透明，腹部銀白色，從吻部經眼睛至鰓蓋有一黑色粗縱紋，另有一條從額部延伸至尾部的細縱紋，尾柄出具一枚鑲黃邊德黑色眼斑，腹部具黑色邊緣，尾鰭凹入，臀鰭延長，具有發光器官，背鰭硬棘7枚；背鰭軟條9枚；臀鰭硬棘2枚；臀鰭軟條12至13枚，體長可達7.5公分。

## 生態
本魚棲息於泥底質的海域或紅樹林區，喜群游，屬肉食性，以浮游生物和底棲性無脊椎動物為食。雄魚與雌魚交配後，雄魚會將卵含在口中保護，孵化之。

## 經濟利用
無任何經濟價值。

## 扩展阅读
維基物種上的相關：橫帶帶天竺鯛